# Maurachalm (Bad Hofgastein)
Die Maurachalm ist eine Alm in der Marktgemeinde Bad Hofgastein im österreichischen Bundesland Salzburg.

## Lage und Charakteristik
Die Maurachalm erstreckt sich an den nördlichen Hängen der Hirschkarspitze in der Goldberggruppe. Sie befindet sich in der Ortschaft Weinetsberg und in der Katastralgemeinde Wieden. Sie ist dem Oberhaitzinggut in Haitzing zugehörig. Das Gelände fällt Richtung Nordosten zum Tal des Leidalmbachs ab. Am östlichen Rand der Alm liegt auf einer Seehöhe von 1570 m ü. A. der kleine Maurachalpsee. Er ist 800 m² groß. Seine Länge beträgt 47 m, seine Breite 30 m und sein Umfang 130 m.
Die Maurachalmhütte steht auf einer Höhe von 1607 m ü. A. Sie wird von Mitte Juni bis Ende Oktober witterungsabhängig als Jausenstation bewirtschaftet. Im Winter können hier Ferienwohnungen gemietet werden. Über die Alm verläuft eine Schipiste. Die planierte Schiabfahrt wird als Maurachhang bezeichnet.
Auf der Maurachalm werden im Sommer zahlreiche Pferde, insbesondere Noriker, gehalten. Bei einer Erhebung der Vogelarten des Gasteinertals in den 1980er Jahren wurden in der Gegend das Birkhuhn (Tetrao tetrix) als Brutvogel sowie der Raufußkauz (Aegolius funereus) und der Sperlingskauz (Glaucidium passerinum) als wahrscheinliche Brutvögel beobachtet.

## Geschichte
Im von 1823 bis 1830 erstellten Franziszeischen Kataster ist die Alm als Maurach Alpe mit mehreren Gebäuden verzeichnet. Die Sektion Hofgastein des Deutschen und Österreichischen Alpenvereins legte 1921 neue Winter-Wegmarkierungen vom Zentrum von Bad Hofgastein über die Maurachalm auf die Türchlwand an. Die Maurachalmhütte wurde schon in den 1920er Jahren als Skihütte mit Schlaf- und Kochgelegenheit genutzt. In den 1950er Jahren erfolgte eine neue Einrichtung als Selbstversorgerhütte für Schifahrer. Später begann die Nutzung als Jausenstation. Die Hütte wurde in den 2000er Jahren renoviert und ausgebaut. Im Jahr 2013 wurde sie erneut erweitert und generalsaniert.